# Heves (città)
Heves è una città di 10.959 abitanti situata nella contea di Heves, nell'Ungheria settentrionale.

## Amministrazione

### Gemellaggi
- Breganze dal 1992. Atto firmato dai sindaci Geoge Hegedus e Antonio Brian
- Miercurea Ciuc, dal 1994[1]
- Ciumani
- Aalburg